# Kinder- und Jugendparlament Tempelhof-Schöneberg
Das Kinder- und Jugendparlament Tempelhof-Schöneberg (KJP-TS) ist ein Kinder- und Jugendparlament im Bezirk Tempelhof-Schöneberg von Berlin. Es ist neben dem Kinder- und Jugendparlament Charlottenburg-Wilmersdorf eines der beiden Kinder- und Jugendparlamente in Berlin. Es besteht seit 2005.

## Funktion
Das Kinder- und Jugendparlament bietet den Kindern und Jugendlichen Tempelhof-Schönebergs die Möglichkeit, sich aktiv an der Kommunalpolitik zu beteiligen und ihre Vorstellungen einzubringen. Die Abgeordneten werden von Schulen und Jugendfreizeiteinrichtungen ausgewählt. Wann immer die Interessen von Kindern und Jugendlichen berührt werden, wird das Kinder- und Jugendparlament einbezogen. So z. B. bei der Ausstattung von Schulen und Freizeiteinrichtungen, der Gestaltung von Schulhöfen, dem Bau oder Umbau von Straßen, Spiel- und Sportplätzen, der Ausrichtung von Veranstaltungen und bei vielem mehr.

## Wahl
Die Wahlen zum Kinder- und Jugendparlament werden jedes Schuljahr durchgeführt. Die Vertreterversammlungen der Grund-, Ober- und Berufsschulen, sowie die Kinder- und Jugendfreizeiteinrichtungen im Bezirk, wählen ihre Vertreter in das Kinder- und Jugendparlament. Da die Teilnahme jedoch freiwillig ist, wählt nicht jede Schule oder Einrichtung einen Vertreter. Am geringsten ist die Wahlteilnahme bei den Kinder- und Jugendfreizeiteinrichtungen und den Berufsschulen. Gewählt werden können junge Menschen bis 21 Jahren, die eine Schule oder eine Einrichtung im Bezirk besuchen. Jede Schule oder Einrichtung sollte zwei, aber höchstens vier Vertreter wählen. Den jeweiligen genauen Wahlmodus stellt das Kinder- und Jugendparlament frei, denn jede Einrichtung weiß am besten, wie mit den typischen Gegebenheiten umgegangen werden muss. Als hilfreich hat sich jedoch herausgestellt, die Wahlen zum KJP mit denen der Schülersprecherwahlen oder der Clubsprecher zu verbinden. Das KJP ermutigt ausdrücklich auch junge Menschen mit unterschiedlichen Beeinträchtigungen, sich zur Wahl stellen zu lassen.

## Arbeitsweise
Zu Beginn jeder Wahlperiode findet die konstituierende Sitzung statt. Hier kommen alle Vertreter zusammen und lernen das KJP kennen. In der nächsten Sitzung der jeweiligen regionalen Arbeitsgemeinschaft wird der Vorstand gewählt. Der Vorstand vertritt das KJP nach außen und leitet die inhaltliche Arbeit. Mindestens zweimal im Jahr kommen die Mitglieder des KJP zu einer großen Parlamentssitzung im Rathaus Schöneberg zusammen. Hier können alle ihre politischen Ideen einbringen. Die in diesem Plenum debattierten und beschlossenen Anträge werden der Bezirksverordnetenversammlung übergeben, die sich so mit den Wünschen der Kinder und Jugendlichen im Bezirk befasst. Die Parlamentarier sind in drei regionalen Arbeitsgruppen, nämlich Schöneberg-Friedenau, Tempelhof-Mariendorf und Lichtenrade-Marienfelde aufgeteilt. In den regionalen Arbeitsgruppen, die sich mehrmals im Monat treffen, werden die Anträge vorbereitet und recherchiert, die in den großen Sitzungen diskutiert und abgestimmt werden. Darüber hinaus werden verschiedene Projekte zur Kinder- und Jugendbeteiligung und zu den Kinderrechten erdacht und umgesetzt. Die regionalen Arbeitsgemeinschaften und der Vorstand sind in verschiedenen regionalen und überregionalen Gremien tätig und sind in diversen Beiräten in Sachen Kinder- und Jugendbeteiligung aktiv. Organisatorisch wird das KJP von einer Geschäftsstelle unterstützt.

### Vorstand
Der Vorstand wird aus den regionalen Arbeitsgemeinschaften gewählt. Jede Region entsendet drei Vertreter in den Vorstand. Die Vorstandsmitglieder führen laut BVV-Beschluss die Geschäfte des Kinder- und Jugendparlamentes; sie laden zu den Sitzungen ein, besprechen die Geschäftsordnung, sind Ansprechpartner für Innen und nach Außen und natürlich in ihren Regionen, leiten die Anträge weiter und forschen nach, was daraus geworden ist. Außerdem leitet er die Sitzungen und sorgt für einen geordneten Ablauf, damit jede Meinung auch zu ihrem Recht kommt. Der Vorstand trifft sich neben den „normalen“ Terminen in den Regionalen Arbeitsgemeinschaften ca. alle zwei Wochen zur Vorstandssitzung im Rathaus Schöneberg. Bei seinen Sitzungen erhält der Vorstand Hilfe vom Koordinator des Kinder- und Jugendparlamentes, der gleichzeitig die Geschäftsstelle leitet.

### Regionalgruppen
Die Regionalgruppen sind eine rein funktionale Unterteilung zur Effizienzsteigerung des KJPs. In diesen Kleingruppen werden Anträge erarbeitet und ausführlich besprochen. Zur Antragserarbeitung werden meistens „Kiezrundgänge“ durchgeführt. Des Weiteren werden in den Regionalgruppen Projekte erarbeitet. Geleitet werden die Regionalgruppen durch Gruppenleiter, die formal der Geschäftsstelle unterstehen. Seit 2012 verfügen die Regionalgruppen zusätzlich über einen Etat von 500 Euro, der vom Jugendamt des Bezirks Tempelhof-Schöneberg zur Verfügung gestellt wird und über den sie frei verfügen können.

### Antrag
Das wichtigste Instrument im Kinder- und Jugendparlament ist der Antrag. Diese werden meist in den Regionalgruppen erarbeitet. Um einen Antrag zu schreiben, muss man zunächst eine Antragsidee haben. Die Gründe hierfür sind vielfältig. Hat sich ein Antragsthema gefunden, so wird ein Antrag geschrieben. Dieser wird nach seiner Fertigstellung in der Regionalgruppe ein letztes Mal besprochen, bevor er an die Geschäftsstelle gegeben wird. Diese bewahrt die Anträge bis zur kommenden Plenarsitzung auf. In der Plenarsitzung kommen alle KJP-Mitglieder zusammen. Dort wird der Antrag verlesen und die Mitglieder können Fragen zum Antrag stellen. Anschließend wird über den Antrag abgestimmt. Lehnt das Plenum den Antrag ab, so hat der Antragsteller die Möglichkeit, den Antrag zu überarbeiten und ihn ein weiteres Mal zur Abstimmung zu stellen. Nimmt das Plenum den Antrag jedoch an, so wird er an das BVV-Büro weitergeleitet. Dieses leitet die Anträge themenorientiert in die einzelnen Ausschüsse der BVV weiter. Ab dort werden die Anträge genauso behandelt wie die Anträge der Bezirksverordneten; die Ausschüsse geben also eine Empfehlung für die BVV. Dort wird dann über den Antrag abgestimmt.

### Geschäftsstelle
Die Geschäftsstelle ist ein organisatorisches Element des KJPs. Sie bewahrt nicht nur Anträge auf, sondern sie kümmert sich um die organisatorischen Gebiete wie Kostenabrechnung und Archivierung. Des Weiteren ist sie die Kontaktmöglichkeit für Außenstehende, die das KJP kennenlernen wollen. Geleitet wird die Geschäftsstelle durch den Koordinator, der durch das Bezirksamt mit einer halben Personalstelle finanziert wird. Angesiedelt ist die Geschäftsstelle beim Jugendamt Tempelhof-Schöneberg.

### Die Plenarsitzung
In der Plenarsitzung, auch Plenum genannt, kommen alle drei Regionalgruppen zusammen. Diese Sitzungen finden meist im BVV-Saal des Rathauses Schönebergs statt. In diesen Sitzungen stellt der Vorstand seine bisherige Arbeit vor, die Projekte der einzelnen Regionalgruppen werden vorgestellt und es wird über Anträge diskutiert und abgestimmt. Bei den Sitzungen sind außer den KJP-Mitgliedern noch weitere Personen anwesend (z. B. Bezirksbürgermeister, Stadträte und Bezirksverordnete).

## Erfolge
Die Erfolge des KJPs zeichnen sich im Allgemeinen durch die Teilnahme an verschiedenen Projekten aus, aber auch bestimmte Anträge erregen die öffentliche Aufmerksamkeit. Eine Auswahl der Projekte, an denen das KJP teilgenommen hat oder immer noch teilnimmt:
- Teilnahme am Kindercent des Deutschen Kinderhilfswerk e.V.
- Teilnahme am 1. Kongress der Kinderrechte des Deutschen Kinderhilfswerk e.V.
- Sitz im Kinder- und Jugendbeirat des Deutschen Kinderhilfswerk e.V.
- Teilnahme am Projekt „Graz in der Linse“
- Teilnahme an der Fachtagung „Freiwillige handeln verantwortlich–Bürgerschaftliches Engagement von und für Kinder und Jugendliche“
- Durchführung des Projektes Kinderjury des Landes Berlin
- Teilnahme am Frühjahrsempfang der SPD-Bundestagsfraktion
- Ausarbeitung und Verabschiedung der Wahlkampfprüfsteine[1]
- Mitglied in der Jury des Projektfonds für kulturelle Bildung

Der wichtigste Projektpartner ist das Deutsche Kinderhilfswerk e.V.